# 力への意志
力への意志（ちからへのいし、英:Will to Power、独：Wille zur Macht）は、ドイツの哲学者フリードリヒ・ニーチェの後期著作に登場する、突出した哲学的概念のひとつである。
力への意志は、ニーチェの考えによれば人間を動かす根源的な動機である: 達成、野心、「生きている間に、できるかぎり最も良い所へ昇りつめよう」とする努力、これらはすべて力への意志の表れである。本人の著作では、「我がものとし、支配し、より以上のものとなり、より強いものとなろうとする意欲」と表現される思想である。それだけであれば何の変哲もない権力主義の果てしないアッピールであるが、同時に、それを引き受けられない弱き者には自己を抹消する権利を与える。という思想である。このとき、権力主義に対置される民主主義は、後者に収まる。時は１９世紀末で、ニーチェの故国ドイツは、隣国のフランスが既に現代フランスに続く共和国になっていたのになお、帝国の様態であった。なお、『権力への意志』は、ニーチェの著作とされるものの、ニーチェの死後にその遺稿を、妹のエリーザベトがニーチェの意思に無関係に編集出版したものである。しかし、このニーチェの権力主義はエリーザベトの権力主義と近似していて、相違は、反ユダヤ主義がエリーザベトの側では明示的であるというぐらいである。
直接の影響を受けたのはアルフレッド・アドラーである。アドラー心理学には力への意思の概念が反映されている。
これはウィーンの他の心理療法学派と対照的である。それらにはジークムント・フロイトの快楽原則(快楽への意思)、ヴィクトール・フランクルのロゴセラピー(意味への意思)などがある。それぞれは、人の根源的な動機を別々に定義している。

## 解説
この言葉が公刊された著書に初めて出てくるのは『ツァラトゥストラはこう語った』第2部「自己超克」の章である
。
そこでニーチェは、「賢者」たちが全ての物事を思考可能なものにしようとする「真理への意志」の正体が、一切を精神に服従させようとする「力への意志」であると批判している。すなわち、力への意志はルサンチマンと当初密接な関係があり、否定的なものとして記されていた。しかしやがてニーチェは「力への意志」という表現を（ルサンチマンとは異なる）肯定的な概念へと向けて適用し直す。
力への意志は権力への意志と訳されることもあるが、力への意志の「力」は、人間が他者を支配するためのいわゆる権力のみを指すのではない。また「意志」は、個人の中に主体的に起きる感情のみを指すのではない。力への意志は自然現象を含めたあらゆる物事のなかでせめぎあっている。力への意志の拮抗が、あらゆる物事の形、配置、運動を決めている。つまり、真理は不変のロゴスとして存在するものではなく、力への意志によりその都度産み出されていくものなのである。この思想はジル・ドゥルーズの差異の哲学に受け継がれた。
また永井均はこの概念を指して、「力への意志」というよりは「力=意志説」と呼んだほうが良いと書いている。
ニヒリズムにおける個々の人間は自分のルサンチマンのあり方をよく意識し、それを肯定的な力へ向ける代わりに専ら、ルサンチマンを晴らすことに生の理由を見いだしている。ニーチェの提起した｢超人｣の思想はまさに、このような事態を否定している。強者は、凡庸な人間に自己を合わせたり、また、弱者を見て己の優越感を味わうのでもなく、常に一層高次の生を求め己を推し進めることにある。また、弱者が目標とすべきなのは、己よりも更に弱い者を見て相対的にルサンチマンを晴らしたり、ルサンチマンを自己に向けて自分の生を否定するのではなく、常に強者が示す高次の生き方に憧れ、己がそのように生きられないにもかかわらず｢尚も｣それを望むということである。
ニーチェは、キリスト教主義、ルサンチマン的価値評価、形而上学的価値といったロゴス的なものは、「現にここにある生」から人間を遠ざけるものであるとする。そして人間は、力への意志によって流転する価値を承認し続けなければならない悲劇的存在であるとする。だが、そういった認識に達することは、既存の価値から離れ、自由なる精神を獲得することを意味する。それは超人へ至る条件でもある。

権力へ向けて意思することが自由の謂いだと『権力への意思』でニーチェはしている。
力への意志という概念はナチスに利用されたが、ニーチェの哲学を曲解したものとする見方がある。ニーチェが反ユダヤ主義ではなかったという点ではナチスに利用されていたが、それを除外した限りでの権力主義の側面ではナチスと重なるところは多大である。

## 著書
ニーチェは『力への意志』を著すために多くの草稿を残したが、本人の手による完成には至らなかった。ニーチェの死後、これらの草稿が妹のエリーザベトによって編纂され、同名の著書として出版された。
ただし、力への意志という言葉は『ツァラトゥストラはこう語った』や『人間的な、あまりにも人間的な』の中でも登場し、その概念をうかがい知ることができる。このことは、「力への意志」という主題がニーチェにとって著作としてまとまったものになるほど成長することはついになかったということであり、言ってみれば、ニーチェはその偽悪的なポーズにもかかわらず、彼のファナチックな読者たちよりもずっと慎重な性格だったということである。
著作としての『力への意志』は「ニーチェの意志」ではないという当然の評価は、第二次世界大戦でのナチスドイツ敗北後に、ハンザー社の『ニーチェ三巻著作集』で編集者シュレヒタが同著作を『八十年代の遺稿から』というアフォリズム集に編集解体して初めて認知された。それまでは、ナチス時代を通じ『権力への意志』こそがニーチェの理論的主張であるというのが通念だったのである。しかし、ここの注１の「我がものとし、支配し、より以上のものとなり、より強いものとなろうとする意欲」という説明は、そのシュレヒタの三巻著作集でもなお、記述があるので、やっぱり「ニーチェの意思」であるとして、ただ、「我がものとし、支配し、より以上のものとなり、より強いものとなろうとする（他者の）意欲」の前に自己抹消をする覚悟をもって権力へ向かって意思せよ、という付加がそこに必要である。